# Revolta de Lacanas
A Revolta de Lacanas (em búlgaro:  Въстанието на Ивайло) foi um conflito armado entre o campesinato búlgaro contra o czar Constantino Tico (r. 1257–1277) e seus nobres. Ela foi provocada pelo descontentamento com o início da feudalização do Império Búlgaro e agravada pelo fracasso do exército búlgaro em conter as invasões da Horda Dourada, especialmente em Dobruja. Lacanas se mostrou um habilidoso general e conseguiu vencer não somente os mongóis como também as forças imperiais e acabou forçando os boiardos a reconhecê-lo como imperador da Bulgária.
O imperador bizantino Miguel VIII Paleólogo (r. 1259–1282) tentou se aproveitar da situação ajudando a nobreza a esmagar os rebeldes, mas sofreu duas pesadas derrotas contra as forças de Lacanas. Os mongóis, porém, conseguiram cercá-lo na fortaleza de Drastar (Silistra) e os boiardos se aproveitaram de sua ausência da capital, Tarnovo, para proclamar um dos seus, Jorge Terter, como imperador. Rodeado de inimigos e perdendo apoio rapidamente, Lacanas teve que fugir para a corte de Nogai Cã (r. ca. 1262–1299) onde foi assassinado.

## Contexto
Depois da morte de João Asen II em 1241, o grande Império Búlgaro começou seu lento declínio. Depois de uma sucessão de imperadores meninos, os búlgaros perderam grandes porções da Trácia e Macedônia para o Império de Niceia e as regiões para o noroeste, incluindo Belgrado e o Banato de Severino, para o Reino da Hungria. O império também não estava conseguindo lidar de forma efetiva com os constantes raides mongóis a partir da década de 1240 e a regência de Colomano I (r. 1241–1246) foi forçada a concordar com o pagamento de um tributo anual. Entre 1256 e 1257, o país mergulhou numa guerra civil da qual emergiu o boiardo Constantino Tico (r. 1257–1277), de Escópia (Skopje), como vitorioso. Seu longo reinado de vinte anos, porém, não trouxe estabilidade à Bulgária. Depois de quebrar a perna numa caçada, Constantino passou a ser fortemente influenciado por sua terceira esposa, Maria Paleóloga Cantacuzena. Por todo este período, os mongóis continuaram atacando regularmente o nordeste da Bulgária, saqueando a zona rural e paralisando a economia. Em paralelo, o rápido estabelecimento do sistema feudal a partir da segunda metade do século XIII piorou muito a situação do campesinato, que já sofria o pior da invasões. Eles não apenas dependiam completamente do governo central, da nobreza e do clero, mas também estavam rapidamente perdendo suas liberdades individuais. As invasões mongóis destruíram completamente as instituições oficiais em Dobruja e facilitou não apenas a erupção da revolta como deu-lhe o combustível necessário para que ela se desenvolvesse.
Neste cenário, Lacanas, um camponês da região, começou a incitar a população, alegando que Deus havia lhe dado sinais para que liderasse o povo contra os nobres. Na realidade, este misticismo foi utilizado de forma deliberada para conseguir atrair mais seguidores entre o campesinato profundamente religioso e a revolta foi cuidadosamente preparada. O povo considerava que Lacanas era o "bom czar" - o governante ideal que espalharia a igualdade entre ricos e pobres. Com este discurso, a revolução cresceu rapidamente.

## Revolta

### Sucessos iniciais
A revolta começou na primavera ou no verão de 1277 e irrompeu na região onde os ataques mongóis eram mais severos. As forças de Lacanas derrotaram em sequência duas unidades mongóis que vinham saqueando a região. Tendo conseguido fazer o que o exército búlgaro não vinha sendo capaz, sua popularidade aumentou rapidamente. Já no outono de 1277, os mongóis foram completamente expulsos do território búlgaro e Lacanas estava sendo aclamado como imperador pela população local.
No final do mesmo ano, Constantino Tico finalmente resolveu intervir contra os rebeldes. Seu pequeno exército marchava lentamente por causa de suas dores na perna fraturada. Assim, Lacanas conseguiu emboscar o exército imperial e matou muitos dos aliados próximos de Constantino. Os sobreviventes se juntaram aos rebeldes. O imperador foi morto pessoalmente por Lacanas, que justificou o regicídio afirmando que o imperador nada havia feito na batalha para defender sua honra. Depois da vitória, Lacanas passou a conquistar todas as cidades fortificadas da Bulgária, que foram se rendendo em sequência, reconhecendo-o como imperador. Em pouco tempo, apenas Tarnovo continuava sob o controle da imperatriz Maria Cantacuzena, que era a regente do jovem Miguel Asen II, o herdeiro de Constantino.
A morte do monarca búlgara foi um choque para Miguel VIII Paleólogo, que saiu de Constantinopla e se mudou para Adrianópolis para poder monitorar a situação na Bulgária mais de perto. Ele planejava explorar a crise para seus próprios objetivos, mas rapidamente ele percebeu que tratava-se de um conflito entre as classes e passou a apoiar a nobreza búlgara temendo que a rebelião se espalhasse para os seus domínios. Ele encontrou um pretendente ao trono búlgaro: João, o filho de Mitso Asen (r. 1256–1257), que vivia no Império Bizantino. João era casado com Irene, a filha de Miguel, e foi proclamado imperador com o nome de João Asen III. Os bizantinos enviaram emissários para persuadir a imperatriz Maria a entregar-lhe o trono enquanto o exército bizantino marchava para o norte.
O que aconteceu em seguida foi uma grande surpresa para os bizantinos. Maria negociou diretamente com Lacanas e ofereceu-lhe sua mão em casamento juntamente com coroa da Bulgária. Os historiadores bizantinos acusaram-na de ignorar seus deveres morais ao marido recém-falecido, mas sua decisão foi motivada principalmente pelo ódio que ela tinha de Miguel VIII e pelo seu desejo de se manter no poder. A princípio, ela queria governar sozinha, mas acabou concordando em dividir sua autoridade com Lacanas desde que ele garantisse os direitos de Miguel Asen II como único herdeiro. Lacanas, por outro lado, estava relutante em concordar, alegando que Maria estava tentando dar-lhe o que ele estava prestes a tomar à força. Ele também temia que um acordo desta natureza pudesse atrapalhar os objetivos sociais da revolta e poderia ser visto como uma traição por seus aliados. Porém, Lacanas acabou aceitando "pela paz e o desejo de não derramar mais sangue numa guerra mutuamente destrutiva".

### Reconhecimento de Lacanas e as campanhas contra mongóis e bizantinos
No verão de 1278, Lacanas entrou triunfantemente na capital e recebeu as insígnias imperiais. A Bulgária foi unificada sob a bandeira do "czar do povo", mas os problemas do país estavam longe de serem solucionados. O imperador bizantino continuou tentando depor Lacanas e enviou o exército sob o comando do famoso general Miguel Glabas, que foi derrotado duas vezes pelos búlgaros. Em paralelo, Miguel VIII convenceu os mongóis a invadirem a Bulgária pelo norte. Também na capital a situação era complicada, pois Lacanas não conseguiu o apoio da nobreza e discutia frequentemente com sua nova esposa.
No início da nova campanha, ele conseguiu repelir os mongóis de volta até o Danúbio. Porém, os bizantinos, que eram muito mais perigosos, atacaram num front amplo que ia do Passo de Shipka até o Mar Negro. Apesar do talento tático, Miguel Glabas não conseguiu nenhuma vitória - os castelos búlgaros na cordilheira dos Bálcãs, comandados pelos generais Mimchil, Kuman, Damyan, Kancho e Stan, leais a Lacanas, conseguiram repelir a invasão. Os combates foram sangrentos e Lacanas não fazia prisioneiros. No verão e outono de 1278, apesar dos enormes esforços, a campanha bizantina fracassou.
Depois que Lacanas conseguiu consolidar suas posições no sul, ele voltou novamente para o norte para enfrentar os mongóis. Desta vez, o conflito foi mais duro e mais longo. Ao contrário da primeira vez, agora Lacanas teve que enfrentar as tropas de elite de Nogai Cã (r. ca. 1262–1299). Os mongóis venceram e Lacanas se refugiou na fortaleza de Drastar, onde permaneceu cercado por três meses. O revés levou à traição da nobreza em Tarnovo que, ao saber da derrota e em meio a rumores de que Lacanas teria sido morto, os boiardos se declararam leais a João Asen III. A imperatriz Maria, que estava grávida de Lacanas, foi deposta e enviada para o exílio em Constantinopla.
Poucos meses depois, porém, Lacanas conseguiu romper o cerco mongol. Seu exército apareceu em Tarnovo e João Asen III foi cercado na capital. Miguel VIII agiu rapidamente para proteger seu genro e, no verão de 1279, um exército bizantino com 10 000 soldados liderado pelo protovestiário Murin marchou para a Bulgária, Em 17 de julho, Lacanas atacou os bizantinos na Batalha de Devina e, apesar de suas forças estarem em menor número, a vitória foi búlgara. Muitos bizantinos morreram no combate e os prisioneiros foram mortos por ordem de Lacanas. Apenas um mês depois, o imperador bizantino enviou outro exército, desta vez com 5 000 soldados, liderado pelo protovestiário Aprin. A localização exata da batalha é desconhecida - de acordo com os historiadores bizantinos, foi num dos passos de montanha da região oriental da cordilheira -, mas o resultado foi o mesmo: em 15 de agosto, os invasores foram aniquilados depois de uma longa batalha e Asprin foi assassinado. Lacanas liderou seu exército pessoalmente nas duas ocasiões.

### Fim da revolta
A posição de João Asen III estava abalada e ele teve que fugir da capital. Os boiardos desta vez proclamaram um dos seus como imperador, o comandante da fortaleza de Cherven, Jorge Terter (r. 1280–1282), uma dos nobres mais influentes e poderosos. A ascensão de Jorge decidiu o destino de Lacanas: o czar camponês agora teve que enfrentar as forças combinadas de todos os senhores feudais búlgaros com um exército cuja moral estava em baixa ao mesmo tempo que seu apoio entre a população, cansada dos intermináveis combates, desvanecia. Com apenas uns poucos aliados sobrando, Lacanas foi forçado a fugir no final de 1280. Ele rumou para a corte de Nogai e pediu-lhe ajuda para recuperar sua coroa. Apesar de tê-lo apoiado no início, Nogai mandou assassinar Lacanas para atender a um pedido de seu aliado, Miguel VIII.

## Consequências
Embora tenha fracassado, a Revolta de Lacanas conseguiu que seu líder fosse reconhecido como imperador, algo que nenhuma outra revolta camponesa em toda a história da Europa medieval conseguiu. Apesar de não conseguir implantar a sua nova ordem social, Lacanas permaneceu na memória do povo búlgaro como um defensor da justiça, liberdade e igualdade. Ele também ficou famoso entre seus contemporâneos e diversas outras revoltas populares nos Bálcãs foram lideradas por "pseudo-Lacans".
As duas décadas seguintes foram marcadas pelas constantes interferências mongóis na política interna do império, que passou pelo seu pior momento. O poder central gradativamente passou para as mãos dos senhores feudais. Na política externa, os bizantinos ocuparam a maior parte das possessões búlgaras na Trácia. A recuperação só viria a partir de 1300, no reinado de Teodoro Esvetoslau (r. 1300–1322).